# Жінки у журналістиці

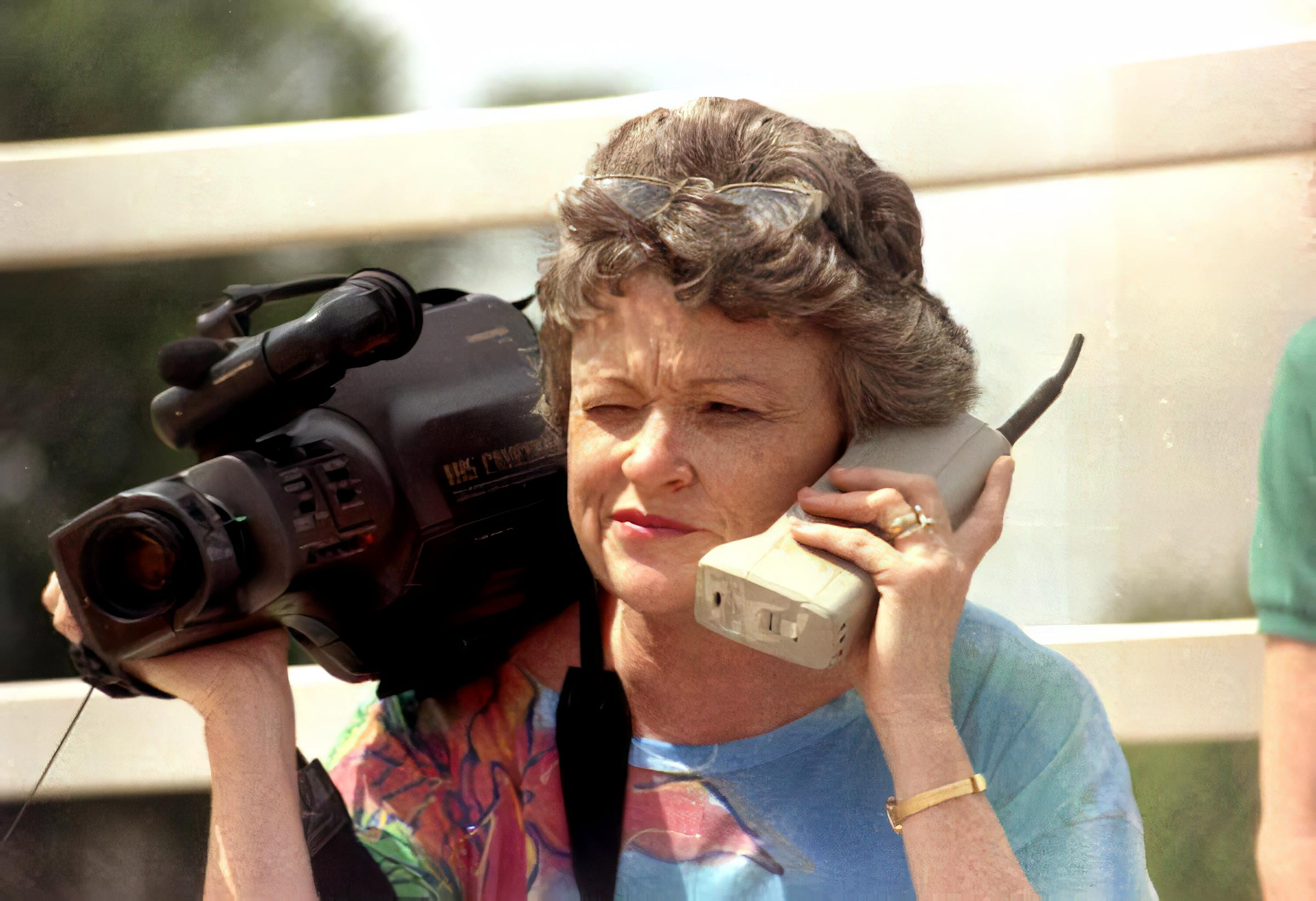
Американська журналістка Люсі Морган за операторською роботою, 1985

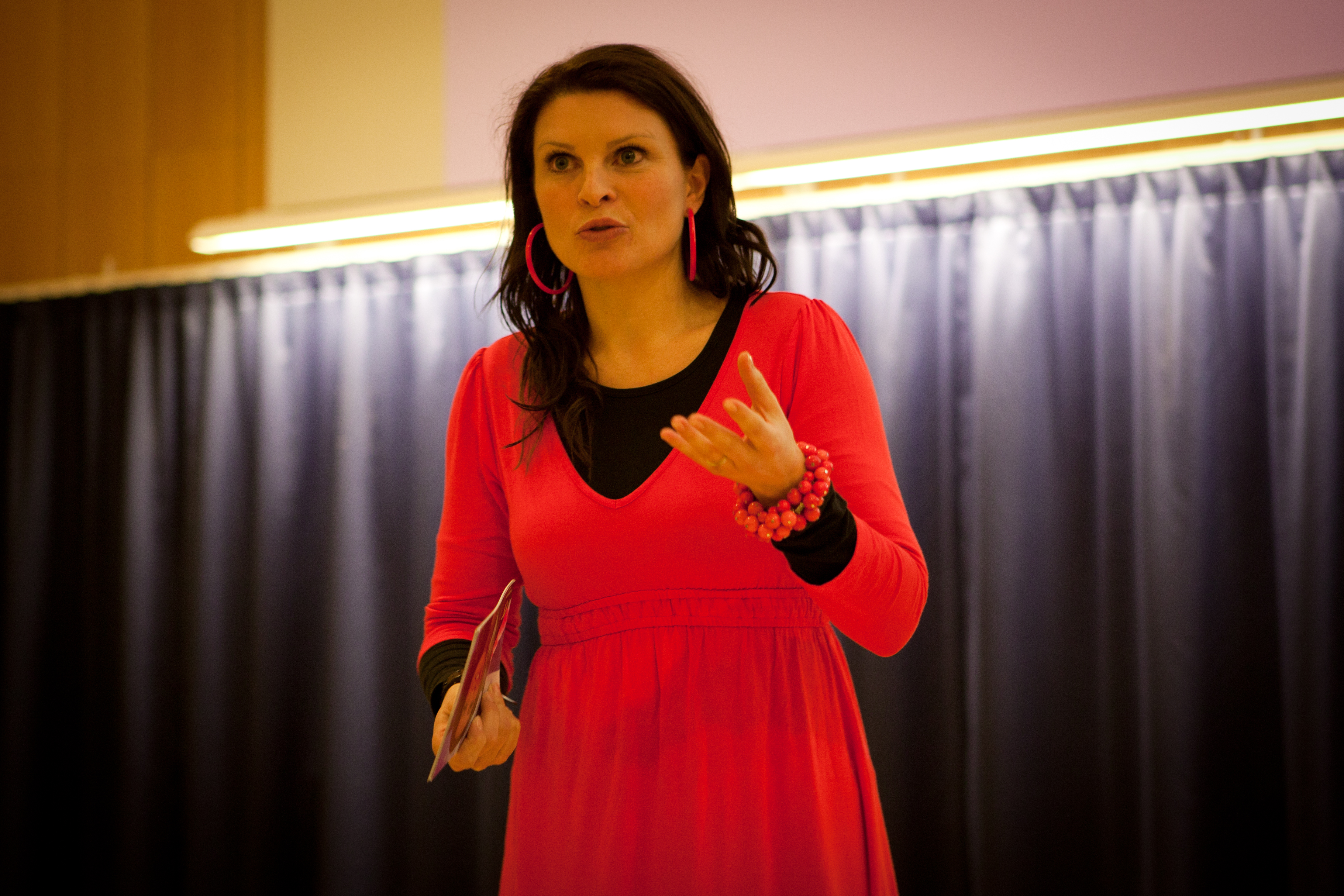
Ганна Карі Фоссум, норвезька журналістка, 2011

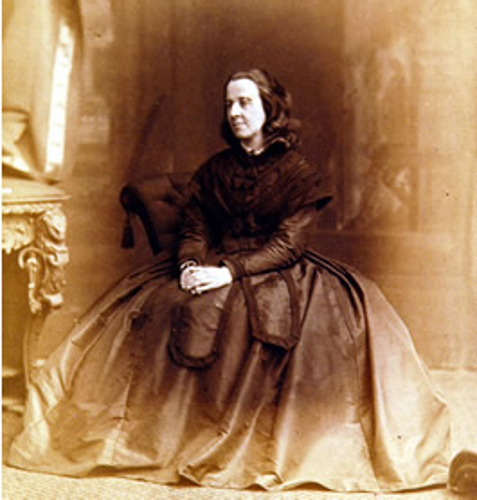
Англійська журналістка Бессі Рейнер Паркс, 1900

Жінок у журналістиці та медіа — по мірі того, як журналістика ставала професією, обмежували у доступі до журналістських професій і значно дискримінували у професії. Тим не менш, жінки працювали редакторками, репортерками, спортивними аналітиками та журналістками ще до 1890-х років.

## Сьогодення
У 2017 році в рамках руху #MeToo ряд помітних журналісток виступили з повідомленням про сексуальні домагання на робочих місцях.
За словами Лорен Вулф, журналістки-розслідувачки та директора програми Жіночого медіа-центру «Жінки під облогою», журналістки стикаються з особливими ризиками щодо своїх колег-чоловіків, і вони, швидше за все, зазнають утисків чи сексуального насильства в Інтернеті на роботі.
Згідно з доповіддю, оприлюдненою 20 грудня 2017 року Комітетом захисту журналістів, у 2017 році через свою роботу у світі вбито 42 журналістів, 81% з них — жінки.

## Безпека
Безпека журналісток — це можливість журналісток та медіа-професіоналок отримувати, виробляти та обмінюватися інформацією, не стикаючись з фізичними чи моральними загрозами. Журналістки також стикаються із зростаючою небезпекою, такою як сексуальне насильство, «чи то у формі цілеспрямованого сексуального порушення, часто як репресій за свою роботу; сексуальне насильство, пов'язане з мафією, спрямоване на журналісток, що висвітлюють публічні події; або сексуальне насильство над журналістками під вартою чи в полоні (як частина воєнного сексуального насильства проти жінок). Про багато з цих злочинів не повідомляється внаслідок потужних культурних та професійних стигм» (міфи про зґвалтування, звинувачення жертви).

### Загрози життю
Журналістки, працюють в небезпечному контексті чи в журналі, стикаються з ризиками фізичного нападу, сексуальних домагань, сексуального нападу, зґвалтування і навіть вбивства. Вони вразливі до атак не лише з боку тих, хто намагається заглушити їх висвітлення, але й з боку джерел, колег та інших. Глобальне опитування майже тисячі журналістів у 2014 році, ініційоване Міжнародним інститутом безпеки новин (International News Safety Institute) у партнерстві з Міжнародним жіночим медіафондом (IWMF) за підтримки ЮНЕСКО, встановило, що майже дві третини опитаних жінок зазнали залякування, погроз чи зловживань на робочому місці.
У період з 2012 по 2016 рік Генеральний директор ЮНЕСКО засудив убивство 38 журналісток (це 7 % усіх загиблих журналістів). Відсоток вбитих журналістів, які є жінками, значно нижчий за їх загальне представництво в ЗМІ. Цей гендерний розрив, ймовірно, частково є наслідком постійного недостатнього представництва жінок, які звітують із зон війни чи повстанців, або з тем політики та злочинності.
У звіті Генерального секретаря ООН у вересні 2017 року окреслюється шлях до гендерно-чутливого підходу до посилення безпеки журналісток. У 2016 році Комітет міністрів Ради Європи прийняв рекомендацію CM / Rec (2016) 4 щодо захисту журналістики та безпеки журналістів та інших суб'єктів ЗМІ, зокрема, зазначивши гендерні загрози, з якими стикаються багато журналісток, і закликавши до термінових, рішучих та систематичних заходів. Того ж року Рада МПРЗ просить у звіт Гендиректора ЮНЕСКО включити гендерну інформацію.

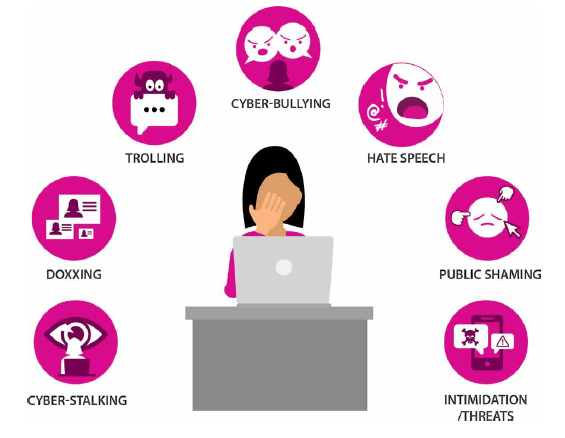
Інтернет-домагання до журналісток, світові тенденції ЮНЕСКО у сфері свободи вираження поглядів та розвитку медіа 2018 року.

У доповіді Коаліції за жінок в журналістиці підкреслено, що протягом перших шести місяців 2019 року на інших журналістів підпадали напади на журналістів. Зафіксовано 85 випадків, коли також було вбито трьох журналісток. 35 журналісток були у в'язницях по всьому світу протягом перших шести місяців року. Близько 20 % усіх задокументованих випадків стосувалися домагань в Інтернеті.

### Інтернет-домагання
Дослідження INSI та Міжнародного жіночого медіафонду (IWMF) показало, що понад 25 % «словесного, письмового та/або фізичного залякування, включаючи погрози для сім'ї та друзів», відбувається в Інтернеті.
Дослідження центру Pew показали, що 73 % дорослих користувачів Інтернету у США бачили, що когось певним чином переслідують в Інтернеті, а 40 % особисто зазнали цього, а молоді жінки особливо вразливі до сексуальних домагань та переслідувань.
Аналіз більш ніж 2 мільйонів твітів, проведений аналітичним центром Demos, виявив, що журналістки отримали у Twitter приблизно втричі більше образливих коментарів, ніж їхні колеги-чоловіки.
The Guardian оглянув 70 мільйонів коментарів, зафіксованих на його вебсайті з 1999 по 2016 (лише 22 000 з них були записані до 2006 року). З цих коментарів приблизно 1,4 мільйона (лише 2 %) були заблоковані за жорстоку або зривну поведінку. З 10 журналістів з персоналу, які зазнали найвищого рівня зловживань та "зневажливого тролінгу ", 8 були жінками.
Протидія зловживанням в Інтернеті є важливим викликом, і на міжнародному чи національному рівні існує декілька законодавчих та політичних рамок, щоб захистити журналісток від цифрових утисків.
Міжнародна федерація журналістів та Мережа Південної Азії Медіа Солідарність запустили кампанію «Byte Back» для підвищення обізнаності та боротьби з онлайн-переслідуваннями журналісток в Азійсько-Тихоокеанському регіоні.
Організація з безпеки і співробітництва в Європі організувала нараду експертів(-ок) на тему «Нові виклики свободі вираження: протидія Інтернет зловживанню щодо журналісток» та публікацію з тією ж назвою, яка включає голоси журналістів/-ок і вчених про реалії онлайн-зловживань проти журналісток та способи боротьби з ними.

## Історія за країнами

### Канада
Софія Далтон випустила газету «Патріот у Торонто в 1840—48», а в 1851 році — Мері Герберт стала першою жінкою-видавчинею у Новій Шотландії з газетою «Mayflower», або «Жіночою акадською газетою».
Канадка Флоренція Маклеод Гарпер відзначилася роботою з фотографом Дональдом Томпсоном, що висвітлювала як Східний фронт у Першій світовій, так і Лютневу революцію в Петербурзі року для щотижневика Леслі. Її наступні книги «Розорена Росія» та «Побіжна Росія» були одними з перших західних розповідей про події.

### Данія
У Данії жінки рано стали редакторками, успадковуючи видання. Найраніші приклади — Софі Морсінг, яка успадкувала Воченліче Цайтунг від чоловіка в 1658 р. та керувала як редакторка, та Катрін Гейк, яка успадкувала газету Europäische Wochentliche Zeitung як вдова — хоча ці жінки не писали у своїх газетах.
Першою жінкою Данії, яка опублікувала статті в данських газетах, була письменниця Шарлотта Баден, яка періодично дописувала у тижневик MorgenPost з 1786 по 1793. У 1845 році Марі Арнесен стала першою жінкою, яка взяла участь у громадських політичних дискусіях у Данській газеті, а з 1850-х для жінок стало загальним брати участь у публічних дискусіях чи надсилати статті з періодичними статтями: серед них Каролайн Тестман, яка писала статті про подорожі, та Аталія Шварц, відома участю у дискусіях у газетах між 1849 та 1871 рр. У 1870-х роках жіночий рух започаткував і видавав власні статті з редакторками та журналістками.
Однак лише в 1880-х жінки почали професійно діяти в данській пресі, і Софі Гортен (1848—1927), швидше за все, стала першою жінкою, яка професійно займалася журналістикою, працюючи в Сорё Амттіденде в 1888 році. Однією з важливих першопрохідниць була Лула Лассен, зайнята в Politiken в 1910, перша жінка з журналістською кар'єрою і піонерка наукової журналістики, а також, можливо, перша відома національно жінка в професії. У 1912 році 8 жінок були членами профспілки Københavns Journalistforbund (Копенгагенська асоціація журналістів), п'ять — у клубі Journalistforeningen i København (Асоціація журналістів Копенгагена), загалом 35 жінок працювали журналістками в Данії.

### Кенія
В національному тижневику Кенії The Standard зайняті:
Кагуре Гачеш — редакторка Hustle, викладає в середу[що це?].
Крістін Коек — редакторка Єви.
Джудіт Мвобобія — редакторка неділі[що це?].

### Фінляндія
Шведська журналістка та редакторка Катаріна Алгрен була, швидше за все, першою жінкою-журналісткою та редакторкою у тодішній шведській провінції Фінляндія, коли опублікувала власну есе-розвідку шведською Om att rätt behaga в 1782, яка також була однією з перших публікацій у Фінляндія.
Традиційно першою жінкою-журналісткою називають Фредріку Рунеберг, яка писала вірші та статті в «Хельсінгфорс Моргонблад» під іменем свого чоловіка Йогана Людвіга Рунеберга в 1830-х. Першою жінкою у Фінляндії, яка працювала журналісткою під власним іменем, була Аделаїда Ернроут, яка писала в «Хельсінгфорс Дагблад» і «Хуфвудстадсбладет» протягом 35 років з 1869.

### Франція
Анну-Маргеріт Petit du Noyer[уточнити] (1663—1719) вважають однією з найвідоміших журналісток Європи початку 18 століття. Її звіти про переговори, що вели до Утрехтського миру, читали по всій Європі і захоплювалися відмінністю, з якою вона повідомляла про скандали та плітки.

### Німеччина

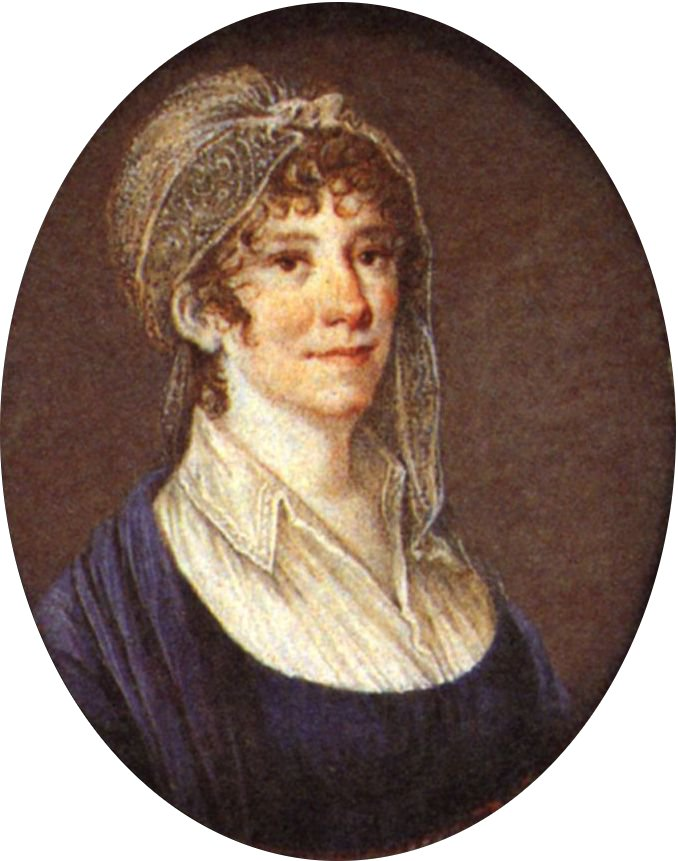
Тереза Губер

У 1816 році Тереза Губер стала редакторкою Morgenblatt für gebildete Stände, одного з головних літературних і культурних журналів епохи. Губер була першою жінкою, яка утримувала свою сім'ю на платній редакторській посаді в журналі, і вважається першою жінкою, яка займала редакційну посаду, і навіть першою журналісткою Німеччини. Губер несла повну відповідальність за журнал з 1817 по 1823, будучи не лише авторкою і редакторкою, але й внісши багато власних перекладів. Журнал був найуспішнішим періодом під її редакцією, у 1820 році продано понад 1800 примірників.

### Норвегія
Першою журналісткою в Норвегії була Біргіте Кюле, яка публікувала місцеву газету Провінція-Лекція в Бергені між 1794 і 1795.
Протягом 19-го століття жінки брали участь у публікаціях у пресі, особливо в розділах про культуру та перекладах, зокрема, Магдалину Торесен, яку деякі називають журналісткою ранньої статі[що це?]. З 1856 року Марі Колбан (1814—1884) жила в Парижі, звідки писала статті для Morgenbladet і Illustreret Nyhedsblad, за якими її можна вважати першою жінкою-іноземною кореспонденткою в норвезькій пресі.
Іншими піонерками були Вільгельміна Гуловсен, редакторка газети про культуру «Фігаро» у 1882–83, та Елізабет Шьойен, редакторка сімейного журналу «Familie-Musæum» у 1878, а також журналістка «Бергеншпостен» та «Афтенпостен».
Норвезька газетна преса в Осло мала своїх перших двох жінок-репортерок: Марі Матісен в Дагспостені в 1897 і Анну Фослеф в Афтенпостені в 1898: остання стала першою жінкою-членом Осло Журналістклуб в 1902 році.

### Польща

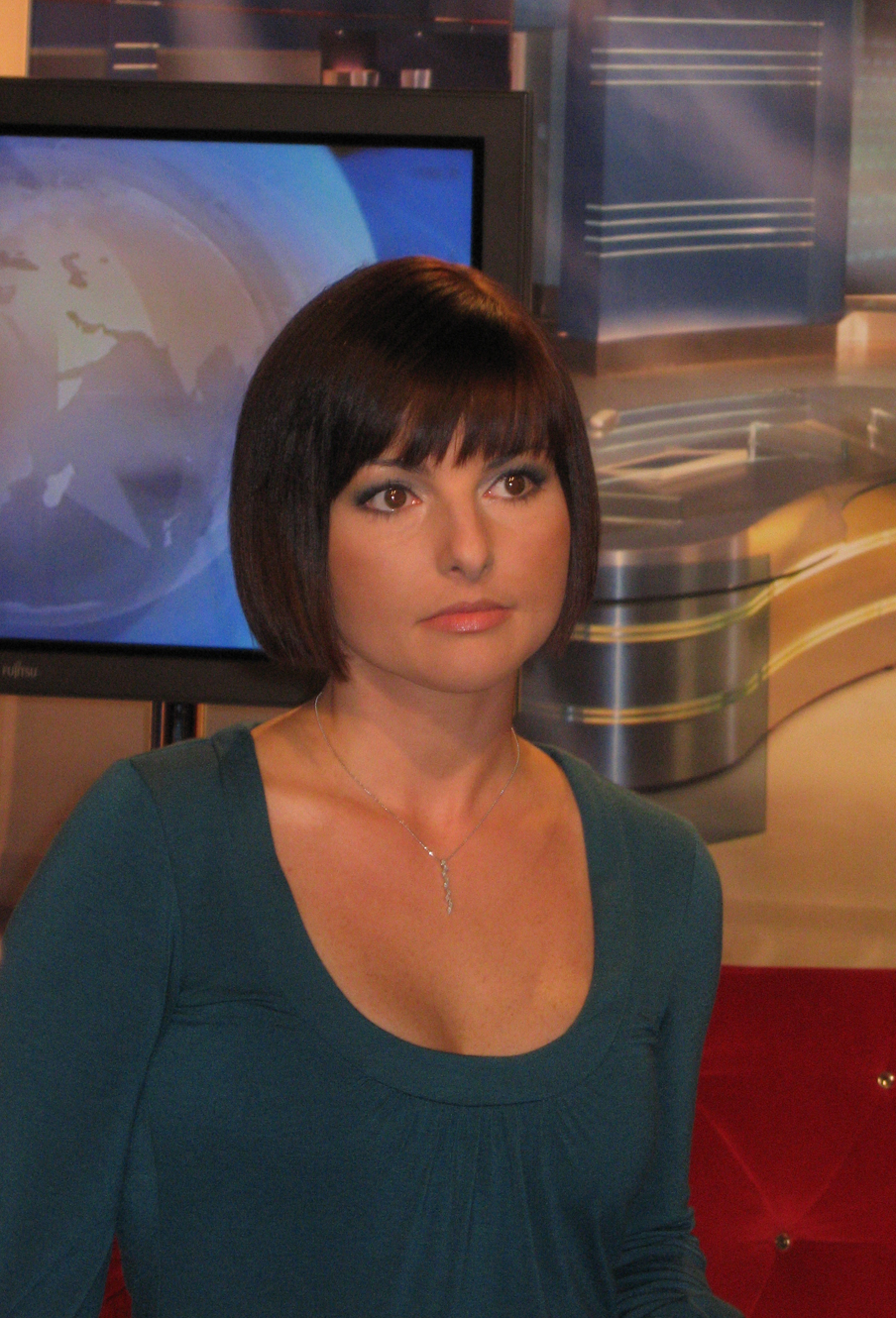
Ведуча новин польського телебачення Беата Хмеловська-Олех, 2007

У 1822 р. Ванда Малецька (1800—1860) стала першою жінкою-видавчинею газет у Польщі: «Броніслава» (за нею у 1826–31 роках — Wybór romansów). До цього, у 1818-20-х, була редакторкою рукописного видання «Домовник», а також журналісткою-піонеркою, публікуючи статті у «Ванда».

### Швеція

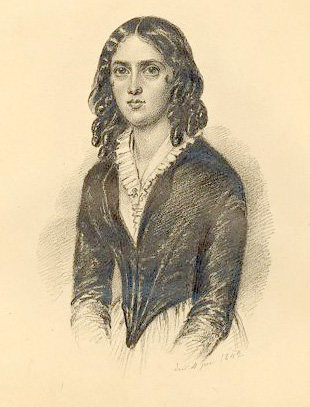
Вендела Геббе, малюнок Марії Рьоль 1842 року

У Швеції Марія Матрас, відома як «N. Wankijfs Enka», опублікувала статтю Ordinarie Stockholmiske Posttijdender у 1690—1695 роках, але невідомо, чи писала вона і в газеті.
Маргарета Момма стала першою визнаною жінкою-журналісткою і головною редакторкою політичної есеїстської газети Samtal emellan Samtal emellan Argi Skugga och en obekant Fruentimbers Skugga в 1738. Протягом 18 століття також, імовірно, публікувалось багато жіночої періодики, але жінки публікуються під псевдонімами і їх рідко можна ідентифікувати. Одна з небагатьох ідентифікованих — Катарина Алгрен, яка редагувала типовий жіночий періодичний журнал De nymodiga fruntimren (Сучасні жінки) у 1773 році. Головні редакторки стали досить поширеним явищем у 18 ст., коли преса у Швеції розвивалася, тим більше, що вдова видавця або редактора зазвичай переймала бізнес: успішною та відомою редакторкою жіночої газети була Анна Гаммар-Розен, яка керувала популярною газетою Hwad Nytt між 1773 і 1795.
Лише у 19 столітті шведські газети почали впроваджувати постійний штат персоналу, що залучило перших жінок як постійних службовиць до газетних офісів: Вендела Геббе в Афтонбладеті в 1841–51 та Марі Софі Шварц у Тіднінген Даглігт Аллеханда в 1851–57. У 1858 році Луїза Флодін стала важливою піонеркою, коли заснувала власну газету, першою з жінок отримала газетну ліцензію і зібрала штат повністю з жінок. Єва Браг зробила важливий поступ під час кар'єри в Göteborgs Handels-och Sjöfartstidning у 1865—1889.
Із 1880-х жінки все частіше зустрічалися в офісах преси, і після прийняття жінок до Асоціації шведських публіцистів у 1885 14 працівниць були представлені членами преси. Піонерське покоління журналісток, як правило, походило з вищого/середнього класу, які бажали мати власний дохід. У цей час у центрі уваги звичайної освіти для жінок, на відміну від чоловічої, була мова, при тому, що чоловіки-репортери, як правило, не походили з вищих класів. Жінки працевлаштовувались як перекладачки та відповідали за висвітлення культури та іноземних новин, інтерв'ювання іноземців. У цей період журналісток поважали — частково через соціальний статус, а надто через мовні навички, і доручали завдання з рівним статусом, як і чоловікам. У 1918 році Марія Седершильд, перша жінка-редакторка зарубіжної секції новин, нагадала, що репортерки не були настільки суперечливими або дискримінованими у 1880-х, як вони згодом стануть, "… коли дали про себе знати результати ненависті до жінок Августа Стріндберга. Боротьба життя та конкуренцію не була такою гострою, як згодом. До піонерок, як правило, ставились із симпатією та інтересом навіть чоловіки, можливо, тому, що вони зазвичай не вважали їх небезпечними конкурентами".
В семи найбільших газетах Стокгольма до 1900 року працювали шість жінок, а коли 1901 року був заснований Шведський союз журналістів, жінки від початку входили до нього. Важлива подія відбулася в 1910 році, коли популярний роман Pennskaftet Елін Вагнер зробив журналістську професію популярним кар'єрним вибором для жінок, професійних журналісток стають називати «pennskaft». До цього часу репортерки, хоч і меншість, стали загальним явищем і більше не розглядалися як новина. Внаслідок конкуренція стала жорсткішою: у 1913 році Стокгольмс Дагблад мав сім рекордних співробітниць. Асоціація шведських публіцистів заснувала журнал De kvinnliga stipendiefond для фінансування закордонних поїздок репортерок. Жінки висвітлювали Першу світову та російську революцію, а кілька журналісток стали відомими моделями для наслідування: Естер Бленда Нордстрем, Анна Ліза Андерссон та Елін Бранделл.
У міжвоєнний період відбулася зміна, що піддала журналісток неформальній дискримінації, яку довго називали «жіночою пасткою»: запровадження жіночого розділу газет. Під час Першої світової нормування воєнного часу обумовило необхідність охоплення інтересів домогосподарств, які після війни стали відповідальністю жінок, оскільки хатня неоплачувана робота розглядалася як жіноча. Висвітлення жіночої секції стало завданням репортерок, і оскільки вони були меншиною, то часто змушені були обробляти жіночу секцію коштом іншої своєї роботи, що ставило їх у велику скруту порівняно з колегами-чоловіками, коли конкуренція пожорсткішала під час міжвоєнної депресії. Адже це були журналістки з успішною кар'єрою, зокрема, Барбро Алвінг, знаменита висвітлювачка громадянської війни в Іспанії, Другої світової та холодної війни, і Дагмар Кронн, унікальна на той час редакторка відділу економіки в шведській Дагбладету 1933—1959. У 1939 році Ельза Найблом стала віце-головою Publicistklubben.
Неофіційна дискримінація послабшала, варто було репортеркам розширити теми, що стосуються жінок. Помітним прикладом була Синневе Белландер, редакторка жіночої секції Hus och hem у Svenska Dagbladet у 1932–59. Спочатку сподіваючись писати лише про моду та макіяж, вона почала розширювати область до предметів освіти та професійного життя для жінок, а звідти до споживчих питань, якості їжі та інших аспектів життя приватного будинку. Цей розвиток в жіночих секціях поступово перетворив їх на розділи для «сімейного» та приватного життя обох статей, і розмив гендерованість видання.
1960-ті означали великі зміни. Дебати про дискримінацію жінок в пресі, а потім загальні дебати про гендерні ролі під час фемінізму другої хвилі швидко збільшували кількість репортерок у пресі з 1965. У 1970 році Пернілла Тунбергер стала першою жінкою, яка отримала нагороду в журналі «Стора».

### Велика Британія
У міру розвитку ХІХ століття різко збільшилася кількість жінок, що надходять до британських газет та періодичних видань. Частково це збільшення було пов'язане з поширенням видань, що займаються лише жінками, які висвітлювали суспільство, мистецтво та моду, а також такі теми, як фемінізм та виборче право жінок. Ця тенденція також супроводжувалася повільним зростанням прийняття жінок-журналісток у більш традиційній пресі. До 1894 року кількість жінок-журналісток була достатньо великою, щоб було засновано Товариство жіночих письменниць і журналісток. До 1896 року товариство налічувало понад 200 членів.
Першою журналісткою штатної зайнятості на Фліт-Стріт була Еліза Лін Лінтон, яка працювала в «Ранковій хроніці» з 1848 року: через три роки вона стала кореспондентом газети в Парижі, а після повернення в Лондон у 1860-х роках вона дано постійну посаду.
На початку своєї кар'єри романістка Джордж Еліот була авторкою допису «Ковентрі Геральд і спостерігач», згодом стала помічницею редактора у лівому журналі «Вестмінстерський огляд» з 1851 по 1852 рр.
Письменниця-феміністка Бессі Рейнер Паркс Беллок почала свою кар'єру, пишучи для місцевих газет і була засновницею журналу «Англійська жінка», який виходив між 1858 та 1864 рр. Також писала есе, поезію, художню літературу та мандрівну літературу. Її дочка, Марі Беллок Лоундес, була романісткою, а також учасницею газети «Pall Mall» між 1889 та 1895. Вона широко подорожувала і повідомляла про Паризьку виставку 1889 року.
Ірландська письменниця Френсіс Коббе писала для лондонського «Ехо» з 1868 по 1875, і більшість її творів з'явилася в топі газети. Вона писала на різні теми, домовляючись про те, що віддає газеті три години на тиждень, щоб написати статтю «на якусь соціальну тему».
Однією з перших британських військових кореспондентів була письменниця леді Флоренс Діксі, яка повідомила про Першу бурську війну 1880—1881 рр. як польова кореспондентка «Ранкової пошти». Вона також повідомила про англо-зулуську війну.
Емілі Крофорд була ірландською закордонною кореспонденткою, яка жила у Парижі і написала черговий «Лист з Парижа» для лондонської «Ранкової зірки» у 1860-х. Коли її чоловік, паризький кореспондент The Daily News, несподівано помер у 1885, Крофорд успадкувала його посаду і продовжувала працювати до 1907 року. Вона писала для широкого кола газет та періодичних видань протягом своєї кар'єри та стала президентом Товариства журналісток у 1901 році.
Після вивчення медицини в Едінбурзі Флоренція Фенвік Міллер вирішила пройти інший курс і замість цього перейшла до лекцій та писання. Вона була гострою прихильницею виборчого права жінок і редагувала «Жіночий сигнал» з 1895 по 1899 рр. У 1886 році вона почала «Дамську колонку» для « Ілюстрованих лондонських новин» і продовжувала це протягом тридцяти років. Під час своєї кар'єри вона брала участь у широкому спектрі інших публікацій, серед яких « Ехо», «Журнал Фрейзера» та «Жіночий світ».
Флора Шоу була закордонним кореспондентом, інтерв'ю з колишнім губернатором Судану Зебером-пашею було опубліковано в газеті Pall Mall в 1886 році. Це призвело до комісій Манчестер Гардіан і «Таймс», де Шо врешті став колоніальним редактором. Як кореспондент вона подорожувала до Південної Африки, Австралії, Нової Зеландії та Канади.
Після відомої невдалої спроби розлучитися зі своїм чоловіком лордом Коліном Кемпбеллом у 1886 р. Народжена в Ірландії Гертруда Елізабет Кров перейшла до журналістики. Вона зробила внесок у газету Pall Mall, написала колонки на широкий спектр тем, включаючи мистецтво, музику, театр та риболовлю.
Eliza Davis Aria була мода письменник і колумніст відомий як «місис Арія», вона писала для різних публікацій в кінці дев'ятнадцятого і початку двадцятого століття, в тому числі королеви, The дворянка, пенати, і Daily Chronicle. Вона була добре відома в лондонському суспільстві і мала тривалі стосунки з актором сером Генрі Ірвінг.
У 1891 році Рейчел Бір стала першою редактором національної газети у Великій Британії, коли вона стала редактором The Observer. У 1893 році вона придбала Sunday Times і також стала редактором цієї газети.
Одна з засновниць Товариства журналістів-жінок, Мері Френсіс Біллінгтон, була її президентом з 1913 по 1920 рік. Її кар'єра розпочалася в 1880-х роках, і вона допомогла встановити Південне відлуння в 1888 році. Вона висвітлювала основні події для Daily Telegraph наприкінці 1890-х років, а пізніше повідомлялося з Франції під час Першої світової війни.

### США

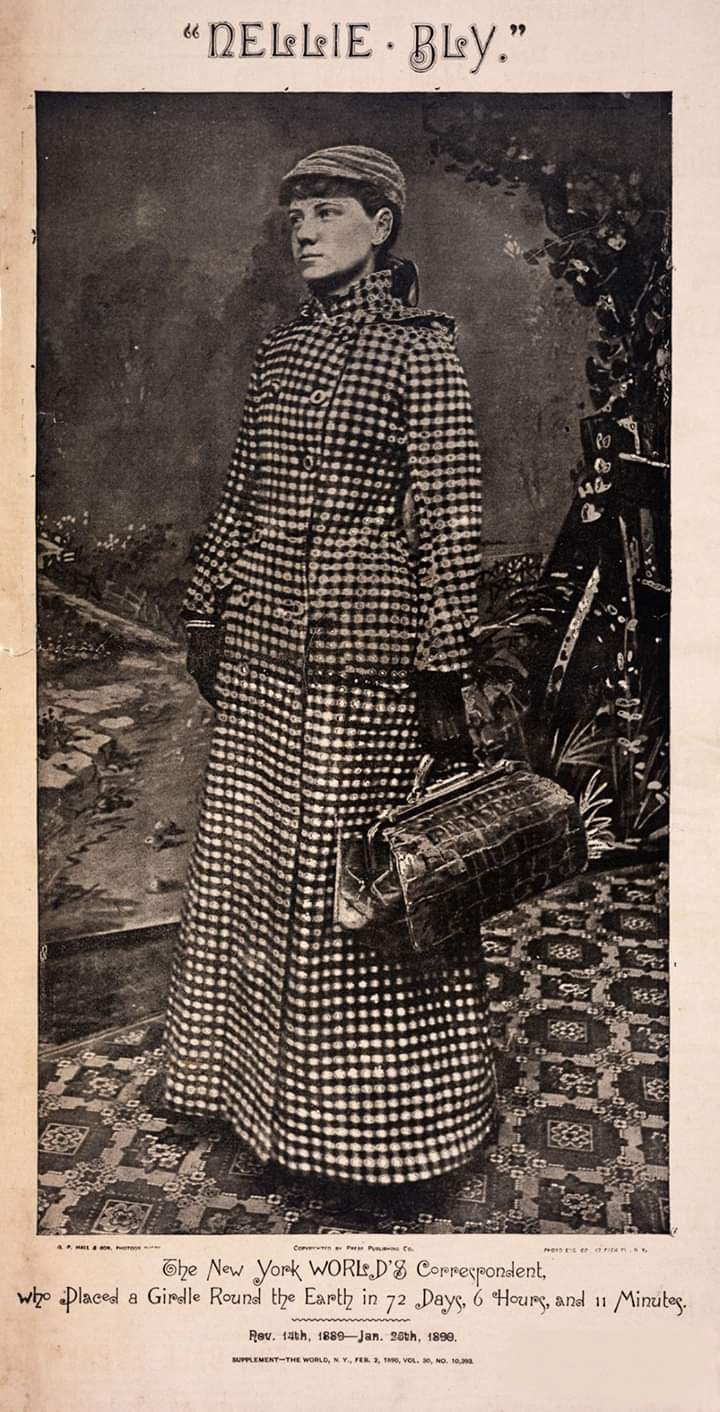
Неллі Блай, що здійснила навколосвітню подорож за 72 днів, 6 годин та 11 хвилин. 1890

Листи та журнали баронеси 18 століття Фредеріки Шарлотти Рідезель,  що стосувалися американської революції та захоплення німецьких військ у Саратозі, вважаються першою жіночою історією війни. Її текст аналізує події, особистості ключових осіб та наслідки воєнних змагань, які вона спостерігала. Понад те, баронеса була особисто залучена до серця Саратозьких битв. Вона зазнала облоги, коли прихистилася в погребі будинку Маршалла під час невдалого відступу британської армії.
З кінця ХІХ ст. жінки почали агітувати за право працювати професійними журналістками в Північній Америці та Європі; За багатьма даними, першою помітною жінкою в політичній журналістиці була Джейн Грей Швейцархельм. Колишня кореспондентка нью-йоркської трибуни Горація Грілі, вона переконала президента Мілларда Філмора відкрити галерею в конгресі, щоб вона могла повідомляти про новини звідти. До Швейцархельм Горацій Грілі найняв феміністку, письменницю та поетесу Маргарет Фуллер, яка висвітлювала міжнародні новини. Неллі Блай здобула всесвітню популярність розслідуваннями психіатричних лікарень та рекордною навколосвітньою подорожжю. Вона однією з перших журналісток подала репортаж з-під прикриття.
Хоча багато репортерок у 1800-х та початку 1900-х обмежувались інформацією у суспільстві, і, як очікувалось, висвітлювали продукти харчування чи моди, кілька жінок повідомляли про теми, які вважалися чоловічими. Іна Елоїза Янг (пізніше Іна Янг Келлі). У 1907 році Янг вважалась єдиною жінкою-спортивною редакторкою (або «спортивною» редакторкою, як її називали). Вона працювала в Колорадо в «Тринідадській хроніці-новинах», а її сфера знань — бейсбол, футбол та кінний спорт. Єдиною з жінок свого часу висвітлювала Серію світу 1908 року. 90 % редакторів з 150+ друкованих видань та вебсайтів США, пов'язаних зі спортом, у 2014 році — білі чоловіки.

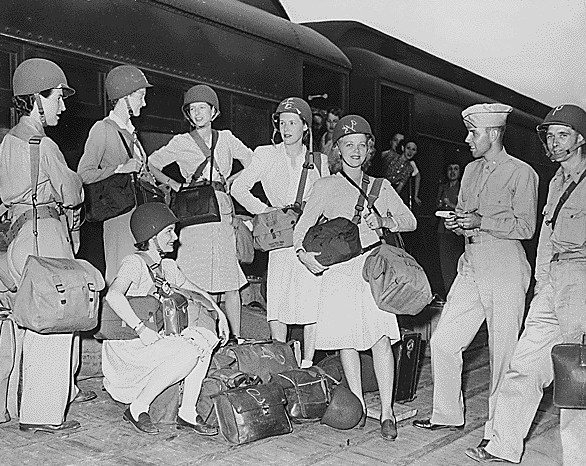
Американські кореспондентки Другої світової війни

Дженні Ірін Мікс, коли радіомовлення стало національною одержимістю на початку 1920-х, була однією з небагатьох жінок-радіоредакторок журналу. Критикиня, яка писала про оперу та класичну музику на початку 1920-х, Мікс стала редакторкою радіожурналу Radio Broadcast з початку 1924 до раптової смерті у квітні 1925. Жінок не було в Топ-10 «Важка сотня» журналу Talkers (обговорення на радіо жінками для жінок), і лише 18 жінок увійшли до списку 183 ведучих спортивних радіостанцій. Як тільки жінки посилили свою присутність у професійній журналістиці, стереотипні уявлення про «невмілу дівчину-репортерку» стали популярними у фільмах та літературі ХХ століття, як, наприклад, у «Його дівчина П'ятниця».
Дороті Томпсон була американською журналісткою та радіомовницею, яку в 1939 році журнал Time визнав другою найвпливовішою жінкою в Америці поряд з Елеонорою Рузвельт. Відома як перша американська журналістка, вислана з нацистської Німеччини в 1934 році, і як одна з небагатьох жінок-коментаторок радіоновин протягом 1930-х. Деякі її вважають «Першою Леді американської журналістики». Після війни виступила за палестинські права проти великої ворожнечі.

### Непал
Історія жіночої журналістики порівняно нова. Непал користувався відкритою пресою лише після демократичного руху 1990 року. Тільки після цієї зміни жінки стали активнішими на сцені журналістики. Кількість зареєстрованих журналісток при Федерації непальських журналістів становить 1613.

### Єгипет
Гайнд Науфал (1860—1920) була першою жінкою в арабському світі, яка видала журнал (Al Fatat), що стосувався лише жіночих питань. Зайнаб Фаваз була плідною журналісткою, яка також заснувала літературний салон.

### Туреччина
Фатма Топуз 13 років (1895-1908) писала колонки в журналі Hanımlara Mahsus Gazete («Власний вісник дам»), а її сестра Еміне Семіє Онася працювала над редакцією.

## Видатні журналістки
- Джоан Джульєт Бак (нар. 1948) — перша і єдина американка, яка була головною редакторкою французького журналу.
- Неллі Блай (1867-1922) — американська журналістка, яка керувала викриттям, в якому симулювала божевілля, вивчаючи психіатричну лікарню зсередини.
- Вініфред Бонфілс (1863-1936) — американська журналістка-оглядачка з Сан-Франциско і оглядачка Першої світової війни.
- Айда Б. Веллс (1862–1931) — темношкіра американська журналістка, відома у русі за громадянські права та виборчі права жінок.
- Хомай Вяравалла (1913–2012) — індійська фотожурналістка ХХ століття.
- Ейлін Вельсоме (нар. 1951) — отримала Пулітцерівську премію разом з "Альбукерке Трибуном" за її розслідувальні повідомлення про експерименти з радіацією на людях під час холодної війни.
- Ей Ай Ай Вин (нар. 1953) — бурманська журналістка і керівниця бюро Асоційованої Преси.
- Барбара Волтерс (нар. 1929) — перша жінка, яка вела американську вечірню програму у великій телевізійній мережі.
- Мері Гітон Ворс (1874–1966) — трудова журналістка ХХ століття.
- Саадія Сехар Гайдарі (нар. 1971) — перша пакистанська відео- і фотожурналістка для Ассошіейтед Прес Пакистану і Geo News.
- Мері Гарбер (1916-2008) — відзначена нагородами за спортивну журналістику і новаторську журналістку.
- Аміра Гасс (нар. 1956) — оглядачка і репортерка газети «Гаарец».
- Сара Джозефа Гейл (1788-1879) — американська письменниця, редакторка і авторка дитячого віршу «У Марії було маленьке ягня».
- Марта Ґеллгорн (1908-1998) — американська романістка, письменниця-мандрівниця і журналістка, яка зараз вважається однією з найвизначніших військових кореспондентів ХХ століття. Премія імені Марти Ґеллгорн за журналістику названа в її честь.
- Лорена Гікок (1893-1968) — репортерка AP з 1928 по 1933 рік, близька подруга Елеонори Рузвельт.
- Барбара Глюк (нар. 1938) — американська фотожурналістка, художня фотограф, доповідачка і письменниця, яка висвітлювала війну у В'єтнамі.
- Мері Кетрін Годдард (1738-1816) — рання американська видавниця, поштмейстерка Балтиморського поштового відділення і перша, хто надрукувала Декларацію незалежності.
- Маргеріт Гіггінс Голл (1920-1966) — американська репортерка і військова кореспондентка, яка висвітлювала Другу світову війну, війну в Кореї і війну у В'єтнамі.
- Клер Голлінгворт, OBE (1911-2017) — перша військова кореспондентка, яка повідомила про початок Другої світової війни.
- Кетрін Грем (1917-2001) — видавала The Washington Post в епоху Вотергейту і опублікувала «пентагонські документи».
- Енн Кетрін Гоф Грін (1720-1775) — видавала газету 18-го століття в Мериленді.
- Емі Гудман (нар. 1957) — перша журналістка, яка отримала нагороду «Правильний спосіб життя» в 2008 році. Премія була вручена в парламенті Швеції 8 грудня 2008 року.
- Лінн Джонстон (нар. 1947) — перша жінка, яка отримала премію Рувима (у 1985 р) як найкраща карикатуристка газети в США.
- Ненсі Дикерсон (1927-1997) (США) — працювала у новаторському американському радіо, телевізійна журналістка і продюсерка документальних фільмів.
- Мейбл Крафт Диринг (1873-1953) — перша жінка, яка редагувала національний тижневий журнал.
- Роуз Евелет (США) — відзначена нагородами за наукову журналістику.
- Глорія Емерсон (1929-2004) (США) — авторка репортажів з В'єтнаму для Нью-Йорк Таймс.
- Джанін Захарія — кореспондентка Близького Сходу The Washington Post.
- Маріон Карпентер — перша жінка-фотографка з Національної преси, висвітлювала Білий дім.[56]
- Евелін Каннінгем (1916-2011) — журналістка руху за громадянські права в The Pittsburgh Courier.[57]
- Фрона Юніс Вейт Колберн (1859-1946) — одна з двох жінок-журналісток в Сан-Франциско у 1887 році, помічниця редактора Overland Monthly.
- Марі Колвін (1956-2012) — військова репортерка, втратила око, висвітлюючи громадянську війну в Шрі-Ланці в 2001 році, вбита сирійським урядом під час облоги 2012 року Хомса в Сирії.
- Кеті Курик (нар. 1957) — перша жінка в історії, яка самотужки вела головні вечірні випуски новин на одному з трьох основних каналів в США.
- Шарлотта Кертіс (1928-1987) (США) — отримала звання редакторки Op-Ed в 1974 році, перша жінка в топі Нью-Йорк Таймс.
- Йоніт Леві (нар. 1977) — ізраїльська телеведуча і журналістка.
- Лара Логан (нар. 1971) — головна кореспондентка CBS News.
- Флора Льюїс (1922-2002) — американська кореспондентка і оглядачка з закордонних справ для численних публікацій, включаючи «Вашингтон пост» і «Нью-Йорк таймс». Льюїс отримала нагороду Закордонного прес-клубу за найкращу інтерпретацію закордонних справ за її репортажі про комунізм в Польщі в 1956 році.[58]
- Аня Нідрінгаус (1965–2014) — перша жінка-фотожурналістка, що виграла Пулітцерівську премію за висвітлення війни в Іраку.
- Марія Маклафлін (1929–1998) — перша жінка-репортерка в ефірі CBS. Була однією з "першопроходиць-репортерок, які порушили гендерні стереотипи в ефірних новинах".[59]
- Аніта Мартіні (1939-1993) — спортивна журналістка і телеведуча, перша жінка-журналістка в Матчі всіх зірок Вищої ліги бейсболу (1973) і перша допущена в роздягальню.
- Маргеріт Мартин (1878–1948) — художниця та репортерка Сент-Луїса, 1905–1941.
- Рейчел Меддоу (нар. 1973) — американська телеведуча і політична коментаторка, перша відкрита ведуча-лесбійка американського новинного шоу в прайм-тайм в США.
- Ненсі Гікс Мейнард (1946–2008) — перша афроамериканська репортерка журналу The New York Times, співвласниця та співавторка The Oakland Tribune, співзасновниця Інституту Мейнардської освіти з журналістики.[60]
- Марі Маттінглі Мелоні (1878–1943) — за 1943 The New York Times, є «однією з провідних жінок-журналісток США».
- Енн Морріссі Мерік (1933–2017) —  журналістка та продюсерка телевізійної війни з В'єтнаму.
- Етель Пейн (1911–1991) — "перша леді чорної преси", висвітлювала рух за громадянські права, перша афро-американська коментаторка, яка приєднався до національної телевізійної мережі.
- Ганна Політковська (1958–2006) — російська журналістка опозиційних поглядів українського походження. Її убивство розглядається як замовне, направлене проти свободи слова.
- Робін Робертс (нар. 1960) — афро-американська ведуча новин. Була першою журналісткою, яка взяла інтерв'ю у президента Барака Обами після його інавгурації[61].
- Гільда Сакс (1857-1935) — шведська журналістка, перекладачка, письменниця та феміністка.
- Марія Седершельд (1856-1935) — перша жінка-журналістка в Швеції, яка стала головною редакторкою іноземного відділу газети.
- Діана Соєр (нар. 1945) — перша жінка-кореспондент у 60 хвилин CBS. Відома документальними фільмами та журналістськими розслідуваннями. Вона є ведучою вечірнього випуску ABC World News. Раніше працювала на шоу ABC "Добрий ранок, Америка".[62][63]
- Глорія Стайнем (нар. 1934) — піонерка американських ЗМІ жіночого визвольного руху наприкінці 1960-х та 1970-х; оглядачка журналу New York, співзасновниця журналу Ms.
- Сьюзен Стамберг (нар. 1938) — американська радіожурналістка, спеціальна кореспондентки Національного громадського радіо; Починаючи з 1972 року, виступає співвласницею "Все розглянутих речей", ставши першою жінкою, яка займала штатну посаду як ведуча національної нічної трансляції новин у США.
- Перл Стюарт (нар. 1950) — перша афро-американська жінка, яка редагувала головну національну щоденну газету, Оклендську трибуну.
- Айда Тарбелл (1857–1944) (США) — журналістка знущань на початку ХХ століття.
- Гелен Томас (1920–2013) — 50 років була членом прес-корпусу Білого дому, перша офіцерка Національного прес-клубу, перша жінка-член та президент Асоціації кореспондентів Білого дому та перша жінка-член Клубу Грідірон.
- Кей Фаннінг (1927-2000) (США) — редакторка Christian Science Monitor, перша жінка, яка редагувала американську національну газету, президентка Американського товариства редакторів новин.
- Луїза Флодін (1828-1923) — одна з перших жінок в Publicistklubben (Шведська асоціація публіцистів), що була відкрита для жінок в 1885 році.
- Полін Фредерік — кореспондентка ООН для NBC. Також була репортеркою газети і радіо та акторкою.
- Дороті Фулдгейм (1893-1989) — перша жінка в США, що вела телевізійне шоу, «Перша леді телевізійних новин».
- Маргарет Фуллер (1810-1850) — перша постійна рецензентка книги з журналістики і перша жінка-іноземна кореспондентка. Феміністка, письменниця, поетеса.
- Мікі Хаймович (нар. 1962) — провідна журналістка ізраїльського телебачення.
- Олена Чекан (1946-2013) — авторка політичних інтерв'ю.

## Музичні жінки-критики

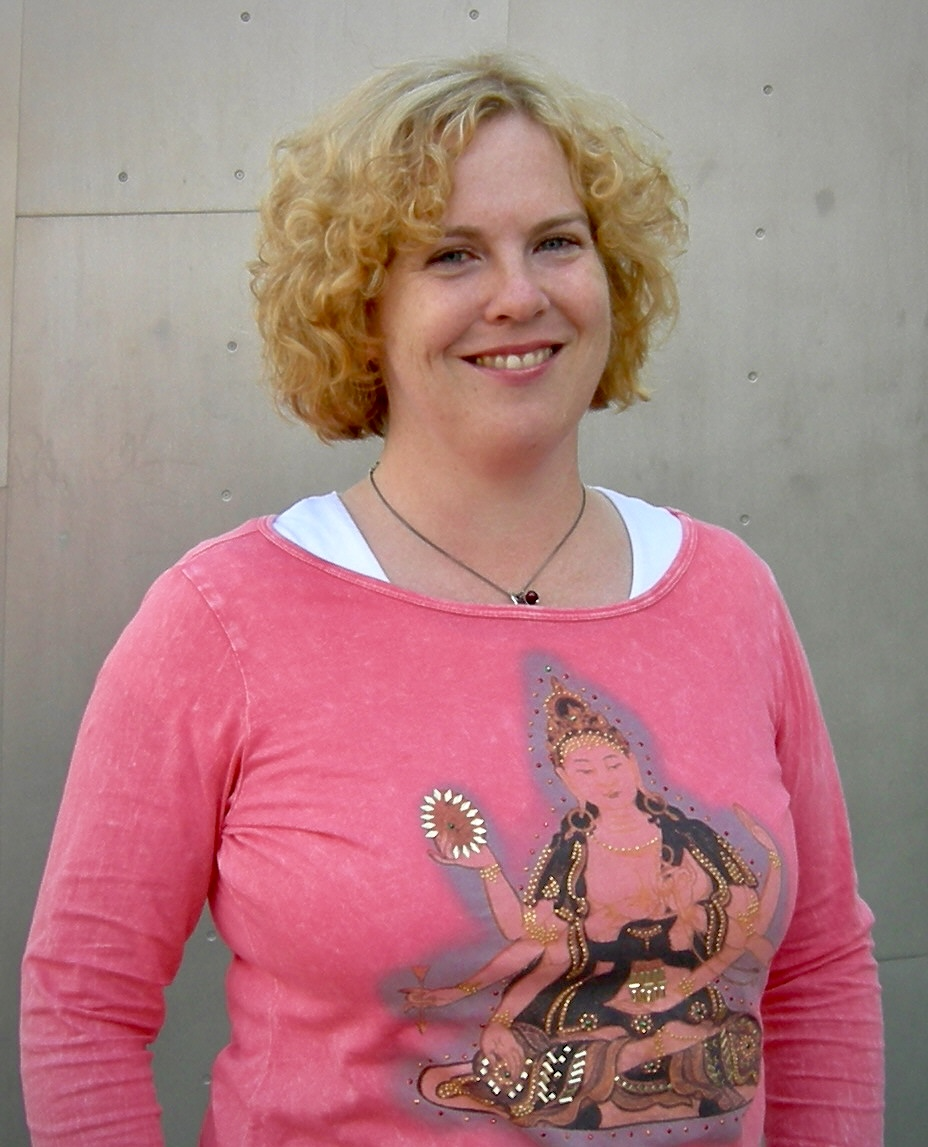
Енн Паверс, 2007 рік.

### Популярна музика
У той час як існує значна кількість вокалісток, які співають в поп- і рок-музиці, в багатьох інших аспектах попу і року домінують чоловіки, в тому числі в області звукозапису, гри на інструментах і музичної журналістики. За словами Анвен Кроуфорд, «проблема для жінок [критикинь популярної музики] полягає в тому, що наша роль в популярній музиці була давно кодифікована», що означає, що «книги від живих рок-критикинь жіночої статі (або джазу, хіп-хопу і в цьому сенсі жінки-критики танцювальної музики мізерні)".
Соціолог Саймон Фріт зазначив, що поп і рок-музика «тісно пов'язані з гендером, тобто з умовностями чоловічої та жіночої поведінки». Згідно з Холлі Крузе, як популярні статті про музику, так і наукові статті про поп-музиці зазвичай пишуться з точки зору «чоловічого погляду». Крім того, в музичній журналістиці відносно мало жінок, які пишуть: «До 1999 року число редакторок або письменниць в Rolling Stone коливалося близько... 15%, в той час як в Spin і Ray Gun [було] приблизно 20%».
Американська музична критик Енн Паверс, як критик і журналістка, написала критичні зауваження про сприйняття статі, расових і соціальних меншин в музичній індустрії, а також про фемінізм. У 2006 році вона зайняла посаду головної жінки-критики поп-музики в Los Angeles Times. У 2005 році Паверс спільно з музиканткою Торі Еймос написала книгу «Piece by Piece», в якій розповідається про роль жінок в сучасній музичній індустрії та музичному бізнесі.
До відомих популярних музичних критикинь належать: Таня Бакич, Ракель Цепеда, Енн Паверс, Joy Press, Лінда Соломон, Ліліан Роксон, Пенні Валентайн

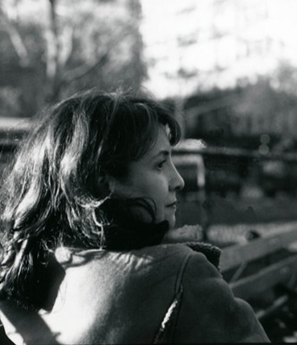
Маріон Ліньяна Розенберг

### Класична музика
У 2005 році Національна програма журналістики мистецтв (NAJP) в Колумбії вивчала художню журналістику в Америці і виявила, що «середньостатистичний критик класичної музики - білий 52-річний чоловік з вищою освітою, та тільки 26 % всіх критиків - жінки». Однак Осборн відзначає, що  цифра в 26% включає всі газети, в тому числі регіональні газети з низьким тиражем. Осборн стверджує, що «...у великих американських газетах, які впливають на громадську думку, практично немає жінок-критикинь класичної музики». Єдиними критиками з великих американських газет є Енн Міджетт (New York Times) і Уїнн Делакома (Chicago Sun-Times). Міджетт була «...першою жінкою, яка висвітлювала класичну музику за всю історію газети». До критикинь класичної музики належить також та Маріон Ліньяна Розенберг (1961—2013).

## Нагороди та організації
- Відваги в журналістських нагородах від Міжнародного жіночого медіа-фонду
- Премія британського політичного журналіста року, яка має на меті «висвітлити досягнення видатних жінок»[68].
- Журналістська премія Yayori, спонсором якої є Жіночий фонд миру та прав людини
- У 2002 році Поштова служба США нагородила чотирьох успішних жінок-журналісток: Неллі Блай, Маргеріт Гіггінс, Етел Л. Пейн та Айду М. Тарбел, видавши чотири пам'ятні поштові марки.
- Африканські жінки в ЗМІ (AWiM)
- Симпозіум з журналістики та жінок (JAWS)
- Альянс кіножурналісток
- Асоціація журналісток
- Міжнародний жіночий медіа-фонд
- Національна федерація жінок-преси[уточнити]
- Нагороди журналістського стилю Міссурі